# Черни бригади
Черните бригади (на италиански: Brigate Nere) са паравоенно крило на Републиканската фашистка партия. Действат на територията на Италианска социална република в Северна Италия.

## История
Бенито Мусолини е арестуван след решение на Големия фашистки съвет с подкрепата на крал Виктор Емануил III. След това започват преговори със съюзниците за излизане на Кралство Италия от войната, но Мусолини е освободен от германски парашутисти. След това, той е назначен от германците като дуче на Италианската социална република. Италианската социална република е италиански режим, който формално управлява Северна Италия, която е окупирана от Нацистка Германия. Черноризците са закрити при условията на примирието, но са създадени отново, на 24 ноември 1943 г. като Черни бригади, когато се формират от местните полицейски служители, бивши военнослужещи, а други остават лоялни към фашистката власт.
Черните бригади са образувани от членове на Републиканската фашистка партия. Те не само се борят срещу съюзниците и италианските партизани, но и срещу политически опоненти. Черните бригади понасят тежки загуби по време на битките.

## Формирования
Черните бригади не са еднакви тактически формирования. Те са батальони от 200 до 300 души. Общо има 41 бригади, разделени на регионални инспекции. Те са номерирани от 1 до 41. Също така има 9 мобилни и 7 автономни бригади.
- Регионална инспекция Пиемонт:
  - 1-ва черна бригада „Атер Капели“, Торино
  - 2-ра черна бригада „Атилио Прато“, Алесандрия
  - 3-та черна бригада „Емилио Пичоте“, Аоста
  - 4-та черна бригада „Луиджи Влале“, Асти
  - 5-а черна бригада „Карло Лидонини“, Кунео
  - 6-а черна бригада „Августо Кристина“, Новара
  - 7-а черна бригада „Бруно Пончечи“, Верчели
- Регионална инспекция Ломбардия:
  - 8-а черна бригада „Алдо Резега“, Милано
  - 9-а черна бригада „Джузепе Кортеси“, Бергамо
  - 10-а черна бригада „Енрика Тогну“, Бреша
  - 11-а черна бригада „Чезари Родини“, Комо
  - 12-а черна бригада „Августо Фелизари“, Кремона
  - 13-а черна бригада „Марчело Турчети“, Мантуа
  - 14-а черна бригада „Алберто Алфиери“, Павия
  - 15-а черна бригада „Серджо Гати“, Сондрио
  - 16-а черна бригада „Данте Гервасини“, Варезе
- Регионална инспекция Венеция:
  - 17-а черна бригада „Бартоломео Асара“, Венеция
  - 18-а черна бригада „Луиджи Белон“, Падуа
  - 19-а черна бригада „Ромоло Гори“, Ровиго
  - 20-а черна бригада „Франческо Капелини“, Тревизо
  - 21-ва черна бригада „Стефано Ризарджи“, Верона
  - 22-ра черна бригада „Антонио Фагион“, Виченца
- Регионалният инспекция Емилия:
  - 23-та черна бригада „Еуженио Фачини“, Болоня
  - 24-та черна бригада „Ижино Гигилини“, Ферара
  - 25-а черна бригада „Артуро Капани“, Форли
  - 26-а черна бригада „Мирко Пистони“, Модена
  - 27-а черна бригада „Вирджинио Гаватстоли“, Парма
  - 28-а черна бригада „Пипо Астори“, Пиаченца
  - 29-а черна бригада „Еторе Мути“, Равена
  - 30-а черна бригада „Умберто Роси“, Реджо нел'Емилия
- Регионална инспекция Лигурия:
  - 31-ва черна бригада „Генерал Силвио Пароди“, Генуа
  - 32-ра черна бригада „Антонио Падоан“, Империя
  - 33-та черна бригада „Тулио Бертони“, Специя
  - 34-та черна бригада „Джовани Бриаторе“, Савона
- Тоскански черни бригади:
  - 35-а черна бригада „Дон Емилио Спинели“, Арецо
  - 36-а черна бригада „Бенито Мусолини“, Лука
  - 37-а черна бригада „Емилио Танци“, Пиза
  - 38-а черна бригада „Руи Блас Биаджи“, Пистоя
  - 39-а черна бригада, Сиена
  - 40-а черна бригада „Виторио Рикарели“, Апуания
  - 41-ва черна бригада „Рафаел Манганело“, Флоренция
- Мобилни черни бригади:
  - 1-ва мобилна черна бригада „Виторио Рикаркели“, Милано
  - 2-ра мобилна черна бригада „Данило Меркури“, Падуа
  - 3-та мобилна черна бригада „Атилио Папалардо“, Болоня
  - 4-та мобилна черна бригада „Алдо Резега“, Дронеро-Кунео
  - 5-а мобилна черна бригада „Енрико Куалиата“, Камоника
  - 6-а мобилна черна бригада „Далмация“, Милано
  - 7-а мобилна черна бригада „Тевере“, Милано
  - 8-а мобилна черна бригада, „Главата на Адам“ Триест
  - 9-а мобилна черна бригада „Ардити“, Милано
- Автономни черни бригади:
  - автономна черна бригада „Джовани Джентиле“
  - автономна оперативна черна бригада „Джузепе Гарибалди“
  - автономна министерска черна бригада
  - автономна черна бригада, Марке
  - автономна черна бригада, Гориция
  - автономна черна бригада, Удине
  - автономна черна бригада, Триест

## Униформи
Черните бригади носят черни ризи и черни униформи. Понякога използват камуфлажни якета. Панталоните са сиво-зелени на цвят. Като символизъм, те използват череп. Също така, бойци от черните бригади носят черни барети или шапки в германски стил. Някои са произведени в Германия, други в Италия.